# Flugplatz Keekorok

i7
i11
i13
Der Flugplatz Keekorok (engl. Keekorok Airport IATA-Code: KEU, ICAO-Code: HKKE) befindet sich in der Masai Mara in der Nähe des Ortes Keekorok im Narok County im südwestlichen Kenia, nahe der internationalen Grenze zur Republik Tansania.
Der Flugplatz Keekorok liegt etwa 225 Kilometer westlich des Nairobi International Airport, dem größten zivilen Flughafen Kenias.